# ホワイト郡 (アーカンソー州)
ホワイト郡（英: White County）は、アメリカ合衆国アーカンソー州の中央部に位置する郡である。2010年国勢調査での人口は77,076人であり、2000年の67,165人から14.8%増加した。郡庁所在地はサーシー市（人口22,858人）であり、同郡で人口最大の都市でもある。ホワイト郡は1835年10月23日に、インディペンデンス郡、ジャクソン郡、プラスキ郡の一部を合わせて州内31番目の郡として設立され、郡名はホイッグ党の大統領候補になったヒュー・ローソン・ホワイトに因んで名付けられた。
ホワイト郡はリトルロック広域都市圏に属している。アルコールの販売が禁止される禁酒郡である。ただし、サーシー市およびバービー市のカントリークラブや海外派兵退役兵支部など幾つかの民間施設では、アルコールを販売できる。

## 経済
州内最大級の銀行であるファースト・セキュリティ銀行は、1932年にセキュリティ銀行として設立され、現在は40億ドル以上の資産があり、州内に70か所の支店を持っている。
アイスクリームの製造と販売を行うヤーネル・アイスクリーム社はサーシー市中心街に本社を構えている。
ラティナ・インポーツとラティナ・ナースリーもサーシー市にあり、州内では最大級のヒスパニック系女性が所有する会社である。

## 歴史
1958年、サーシー出身の引退した弁護士オーデル・ポラードが、郡内の小都市ボールドノブでの選挙違反を暴露した。選挙運動家がパイプラインの作業者とその配偶者30人ほどの「不在者投票」を行った。しかしこれら作業者は選挙期間中に州外に出ていたので、投票できなかったはずだった。ホワイト郡検察官にポラードが提出した供述書に拠れば、これら労働者が不在者投票を行った事実は無かった。時効が成立するまで行動が採られず、告発は意味をなさなくなっていた。ポラードはこの件があったので、支持政党を民主党から共和党に変えたと語った。1966年から1970年、ポラードは共和党州議長を務め、1973年から1976年は共和党全国委員会州代表を務めた。
1988年、ホワイト郡は郡の役人全てを事実上共和党員から選んだ。州北部や北西部では、共和党が全役人を独占する事態が頻繁に起こっていたが、リトルロック都市圏にあるホワイト郡が共和党支持で固まったのは初めてのことであり、共和党は着実に二大政党制への実績を上げた。

## 地理
アメリカ合衆国国勢調査局に拠れば、郡域全面積は1,042.36平方マイル (2,699.7 km2)であり、このうち陸地1,034.03平方マイル (2,678.1 km2)、水域は8.33平方マイル (21.6 km2)で水域率は0.80%である。

### 主要高規格道路
| - アメリカ国道64号線 - アメリカ国道67号線 - アメリカ国道167号線 - アーカンソー州道5号線 - アーカンソー州道11号線 - アーカンソー州道13号線 - アーカンソー州道16号線 - アーカンソー州道31号線 - アーカンソー州道36号線 - アーカンソー州道87号線 - アーカンソー州道110号線 | - アーカンソー州道124号線 - アーカンソー州道157号線 - アーカンソー州道258号線 - アーカンソー州道267号線 - アーカンソー州道305号線 - アーカンソー州道310号線 - アーカンソー州道320号線 - アーカンソー州道321号線 - アーカンソー州道323号線 - アーカンソー州道367号線 - アーカンソー州道385号線 |

### 隣接する郡
- インディペンデンス郡 - 北
- ジャクソン郡 - 北東
- ウッドラフ郡 - 東
- プレーリー郡 - 南東
- ロノーク郡 - 南西
- フォークナー郡 - 西
- クリバーン郡 - 北西

### 国立保護地域
- ボールドノブ国立野生生物保護区
- ヘンリー・グレイ/ハリケーン湖野生生物管理地域[7]

## 人口動態

2000人口ピラミッド

以下は2000年国勢調査による人口統計データである。
| 基礎データ - 人口: 67,165人 - 世帯数: 25,148 世帯 - 家族数: 18,408 家族 - 人口密度: 25人/km2（65人/mi2） - 住居数: 27,613軒 - 住居密度: 10軒/km2（27軒/mi2） 人種別人口構成 - 白人: 93.52% - アフリカン・アメリカン: 3.56% - ネイティブ・アメリカン: 0.43% - アジア人: 0.32% - 太平洋諸島系: 0.03% - その他の人種: 0.82% - 混血: 1.31% - ヒスパニック・ラテン系: 1.88% 年齢別人口構成 - 18歳未満: 24.4% - 18-24歳: 12.8% - 25-44歳: 27.2% - 45-64歳: 21.9% - 65歳以上: 13.8% - 年齢の中央値: 35歳 - 性比（女性100人あたり男性の人口） - 総人口: 95.2 - 18歳以上: 92.9 | 世帯と家族（対世帯数） - 18歳未満の子供がいる: 33.0% - 結婚・同居している夫婦: 59.9% - 未婚・離婚・死別女性が世帯主: 9.5% - 非家族世帯: 26.8% - 単身世帯: 23.4% - 65歳以上の老人1人暮らし: 10.5% - 平均構成人数 - 世帯: 2.53人 - 家族: 2.98人 収入と家計 - 収入の中央値 - 世帯: 32,203米ドル - 家族: 38,782米ドル - 性別 - 男性: 29,884米ドル - 女性: 20,323米ドル - 人口1人あたり収入: 15,890米ドル - 貧困線以下 - 対人口: 14.0% - 対家族数: 10.4% - 18歳未満: 18.1% - 65歳以上: 14.3% |

## 都市と町
| - サーシー - 郡庁所在地 - ボールドノブ - ジョージタウン - ビービー - ブラドフォード - ガーナー - グリフィスビル - ヒギンソン | - ジャドソニア - ケンセット - レトナ - マクリー - パンバーン - ローズバッド - ラッセル - ウェストポイント |

### 未編入の町
| - アルビオン - アンティオック - センターヒル - エルパソ - フロイド - フォーミルヒル - グラベルヒル - ハーモニー - ジョイ - リバティバレー | - オパール - ピケンズ - プレーンビュー - プロビデンス - ロマンス - シドン - ベルベットリッジ - ビニティコーナー - ウォーカー |

## 郡区
アーカンソー州の郡はさらに郡区に小区分されている。各郡区には未編入領域と、編入済み自治体がある。現代の郡区にはその維持目的が限られたものになっている。アメリカ合衆国国勢調査局は郡区を元に人口を集計している。また系図調査など歴史的な目的には価値がある。1つ以上の郡区に入っている町や都市は統計調査に基づいて扱われる。ホワイト郡の郡区は下記リストの42区である。
| - アルビオン - アンティオック - ボールドノブ（ボールドノブ） - ビッグクリーク（パンバーン） - キャドロン - ケイン - クリスプ - クレイ - クリーブランド - コフィ - コールドウェル | - クロスビー - サイパート - デンマーク - デザーク - ドッグウッド（グリフィスビル） - エルパソ - フランキュア（ジョージタウン） - ガーナー（ガーナー） - グラベルヒル - グレイ（サーシーの大半、ケンセットの小部分） - ガムスプリングス（サーシーの部分） | - ガスリー - ハリソン（ジャドソニア、サーシーの小部分） - ハートセル - ヒギンソン（ヒギンソン） - ジャクソン - ジェファーソン - ジョイ - ケンセット（ケンセットの大半、サーシーの小部分） - ケンタッキー（ローズバッド） - リバティ（ブラドフォード） | - マクリー（マクリー） - マリオン（レトナ） - マーシャル - マウントピスガ - レッドリバー（ウェストポイント） - ロイアル - ラッセル（ラッセル） - ユニオン（ビービー） - ベルベットリッジ - ウォーカー |